# Autoionizzazione dell'acqua

L'autoionizzazione dell'acqua è una reazione chimica in cui due molecole di acqua reagiscono per produrre un catione idrossonio (H3O+) e un anione idrossido (OH-):
{\displaystyle 2H_{2}O_{(l)}\leftrightharpoons H_{3}O_{(aq)}^{+}+OH_{(aq)}^{-}}
La reazione è anche nota come semi-ionizzazione o autodissociazione dell'acqua. È un esempio di autoprotolisi e spiega la natura anfotera dell'acqua.
L'acqua, sebbene pura, non è una semplice miscela di molecole H2O. Anche nell'acqua distillata, una strumentazione molto sensibile può rintracciare una leggerissima conduttività elettrica. Secondo la teoria di Svante Arrhenius, questo deve darsi per presenza di ioni.
Comunque c'è da sottolineare che una tale reazione di autoionizzazione avviene in realtà anche nell'ambito di sostanze diverse, seppure con entità variabile. Ad esempio, l'acido fluoridrico gassoso subisce la seguente autoionizzazione:
{\displaystyle 2HF_{(g)}\leftrightharpoons H_{2}F_{(g)}^{+}+F_{(g)}^{-}}
Anche l'etanolo, altro comune solvente, subisce autoionizzazione.

## Concentrazione e frequenza

Dipendenza di pK_{w} dalla temperatura a pressione costante di 25 MPa (assoluta)

Dipendenza di pK_{w} su pressione a temperatura costante di 25 °C

La reazione prima illustrata ha una sua costante di equilibrio:
{\displaystyle K={\frac {[H_{3}O^{+}][OH^{-}]}{[H_{2}O]^{2}}}}
Per le reazioni acquose, dato che la frazione di molecole d'acqua che all'equilibrio è allo stato dissociato è piccolissima, si considera costante (a STP) la concentrazione delle molecole di acqua non ionizzate. Quindi si può semplificare l'equazione precedente moltiplicando entrambi i membri per tale concentrazione e ottenere una costante di equilibrio che va sotto il nome di costante di ionizzazione (o costante di dissociazione o costante di semiionizzazione o prodotto ionico dell'acqua), ed è espresso dalla scrittura {\displaystyle \mathrm {K_{w}} }. Questo risulta così espresso:
{\displaystyle \mathrm {K_{w}} =\mathrm {[H_{3}O^{+}]} \mathrm {[OH^{-}]} \,}
dove:
- {\displaystyle \mathrm {K_{w}=K[H_{2}O]^{2}} \,}
- {\displaystyle \mathrm {[H_{3}O^{+}]} \,} = attività dello ione idrossonio, generalmente approssimata con la sua molarità
- {\displaystyle \mathrm {[OH^{-}]} \,} = attività dello ione idrossido, generalmente approssimata con la sua molarità

In condizioni standard (298,15 K e 0,1 MPa), la Kw = [H3O+] [OH-] = 1,0×10−14 M2. L'acqua distillata si dissocia in quantità eguali di H3O+ e OH-, cosicché le loro molarità sono identiche:
[H3O+] = [OH-]
In condizioni standard (298 K e 0,1 MPa), la concentrazione dello ione ossonio e idrossido sono entrambe pari a 1,0×10−7 M. Dal momento che la maggior parte delle molecole d'acqua non è dissociata e [H2O] è circa uguale a 56 mol/L, ne consegue che per ogni 5,6×108 molecole d'acqua, esisterà una coppia di ioni. Ogni soluzione in cui le concentrazioni degli H3O+ e degli OH- sono ciascuna uguali è da considerarsi chimicamente neutra. L'acqua assolutamente pura è neutra, sebbene siano rinvenibili tracce di impurità che potrebbero interessare la concentrazione ionica e mettere in dubbio la sua neutralità. La Kw è sensibile sia ai cambiamenti di pressione che a quelli di temperatura: cresce quando una delle due aumenta, decresce quando la temperatura diminuisce.
Per definizione, pKw = -log10 Kw. A condizioni standard, pKw = -log10 (1,0×10−14) = 14,0. pKw pure varia con la temperatura. Quando questa aumenta, la pKw decresce e viceversa.

## Acidità
Il pH è per definizione il potenziale idrogenionico espresso in scala logaritmica, in termini matematici pH = -log10 [H3O+]. Dacché in soluzione neutra [H3O+] = [OH-], ne deriva necessariamente che una soluzione acquosa neutra ha pH = 7, in condizioni STP.

## Meccanismi
Geissler et al. hanno determinato che le fluttuazioni di un campo elettrico in un liquido acquoso causa dissociazione molecolare. Proposero la seguente sequenza di eventi che prendono luogo in circa 150 fs: il sistema comincia in uno stato neutro e il campo elettrico di un solvente rompe un legame a ponte di idrogeno tra due molecole di acqua, generando un catione ossonio e un anione idrossido; il protone - non potendo esistere libero in soluzione acquosa - viene scambiato tra le molecole d'acqua come previsto dal meccanismo di Grotthuss. Un cambio nella rete del legame a ponte di idrogeno nel solvente isola i due ioni, che sono quindi stabilizzati per solvatazione.
In meno di 1 ps, tuttavia, una seconda riorganizzazione della rete del legame a ponte di idrogeno permette un rapido trasferimento di protone tramite la differenza di potenziale elettrico e la conseguente ricombinazione degli ioni. Questa sequenza cronologica avviene nel periodo in cui i legami ad idrogeno si riorientano nell'acqua.